# Kasztelania podlaska
Kasztelania podlaska – kasztelania mieszcząca się niegdyś w województwie podlaskim.

## Kasztelanowie podlascy
- Adam Kosiński (zm. 1573 lub 1574), h. Rawicz, sprawował urząd od 1569 do 1573 lub 1574
- Konstanty Tyszkiewicz, h. Leliwa
- Marcin Leśniowolski (zm. 17 stycznia 1593), h. Pierzchała, sprawował urząd od 1581 do 1593
- Stanisław Krasiński (ur. 1558, zm. 1617), h. Ślepowron, sprawował urząd od 1593 do 1595, następnie był kasztelanem płockim
- Jan Wodyński (zm. w 1616 roku), h. Kościesza, sprawował urząd od 1596 do 1613, następnie był wojewodą podlaskim
- Wojciech Niemira(inne języki), h. Gozdawa, sprawował urząd do 1616
- Marian Łoknicki, h. Nieczuja, ok. 1630
- Stanisław Niemira (ur. 1597, zm. 1648), h. Gozdawa, sprawował urząd od 1630 do 1634, następnie był wojewodą podlaskim
- Marek Wodyński (zm. przed 19 kwietnia 1646 roku), h. Kościesza, sprawował urząd od 1634 do 1646
- Prokop Leśniowolski (zm. w 1653 roku), h. Pierzchała, sprawował urząd od 1646 do 1652, następnie był wojewodą podlaskim
- Jędrzej Wodyński, h. Kościesza, ok. 1651
- Stanisław Laskowski (zm. 1661)  herbu Dąbrowa, sprawował urząd od 1652 do 1658, następnie był wojewodą płockim
- Mikołaj Bieganowski (ur. ok. 1601, zm. 1674), h. Grzymała, sprawował urząd od 1658 do 1660, następnie był kasztelanem kamienieckim
- Jakub Krassowski, h. Ślepowron, ok. 1661
- Alexander Radziszowski, h. Niezgoda, ok. 1667
- Stanisław Karol Łużecki (zm. 1686), h. Lubicz, sprawował urząd od 1670 do 1683, następnie był wojewodą podolskim
- Marcin Oborski (zm. po 1697), h. Pierzchała, sprawował urząd od 1683 do 1687, następnie był wojewodą podlaskim
- Mikołaj Bykowski, h. Gryf, ok. 1690
- Jan Butler (zm. 1710), herbu własnego, sprawował urząd do 1710
- Adam Michał Rzewuski (zm. 1717), h. Krzywda, sprawował urząd w latach 1710–1717
- Dominik Kossakowski (zm. 1730), h. Ślepowron
- Wiktoryn Kuczyński(inne języki) (zm. 1738), h. Ślepowron, sprawował urząd do 1738 roku
- Antoni Miączyński (ur. 1691, zm. 1774), h. Suchekomnaty, sprawował urząd od 1738 do 1770
- Józef Ludwik Wilczewski (ur. ok. 1700, zm. przed 20 sierpnia 1779 roku), herbu własnego, sprawował urząd od 1771 do 1779
- Tomasz Aleksandrowicz (ur. ok. 1732, zm. 1794), herbu własnego, sprawował urząd od 1779 do 1790, następnie był wojewodą podlaskim
- Józef Kajetan Ossoliński (ur. 1758  – zm. 1834), h. Topór sprawował urząd od 1790